# Палата № 6
«Пала́та № 6» (современниками название читалось как «Палата номер шестой») — повесть Антона Павловича Чехова. Впервые она была опубликована в 1892 году в журнале «Русская мысль».

## Персонажи

### Персонал больницы
- Андрей Ефимыч Рагин — главный врач городской больницы;
- Евгений Фёдорович Хоботов — уездный врач, молодой человек, послан земством на работу в больницу;
- Сергей Сергеич — фельдшер, имеет врачебную практику в городе, набожен;
- Никита — сторож, старый отставной солдат;

### Пациенты
- Иван Дмитрич Громов — пациент 33 лет, бывший судебный пристав и губернский секретарь, страдает бредом преследования;
- Моисейка — пациент, еврей, дурачок, помешавшийся, когда у него сгорела шапочная мастерская;
- пациент, больной туберкулёзом и пребывающий в депрессии, автор называет его паралитиком;
- оплывший жиром, почти круглый мужик, который ни на что не реагирует;
- пациент, бывший сортировщик на почте, воображает, что награждён различными орденами и очень горд этим;

### Другие
- Михаил Аверьяныч — немолодой почтмейстер, разорившийся богатый помещик;
- Семён Лазарич — цирюльник, приходит в больницу стричь пациентов (обычно пьяным);
- Дарьюшка — кухарка Андрея Ефимыча.

## Сюжет
В небольшом больничном флигеле, который имеет «тот особый унылый, окаянный вид, какой у нас бывает только у больничных и тюремных построек», находится палата № 6 для душевнобольных. В палате обитают пять человек, среди которых — дурачок Моисейка и бывший судебный пристав Иван Дмитрич Громов.
После описания больных автор знакомит нас с доктором Андреем Ефимычем Рагиным. Когда он вступил в должность, больница находилась в ужасном состоянии. Страшная бедность, антисанитария. Рагин отнёсся к этому равнодушно. Он умный и честный человек, но у него нет воли и веры в своё право изменять жизнь к лучшему. Поначалу он работает усердно, однако скоро начинает скучать и понимает, что в таких условиях лечить больных бессмысленно. От таких рассуждений Рагин забрасывает дела и ходит в больницу уже не каждый день. Немного поработав, больше для вида, он идёт домой и читает. Через каждые полчаса выпивает рюмку водки и закусывает солёным огурцом или мочёным яблоком. Потом обедает и пьёт пиво. 
К вечеру обыкновенно приходит почтмейстер Михаил Аверьяныч. Доктор и почтмейстер ведут бессмысленные разговоры и жалуются на судьбу. Когда гость уходит, Рагин продолжает чтение. Он читает всё подряд, отдавая за книги половину жалованья; больше всего любит философию и историю. Читая, чувствует себя счастливым.
В один из весенних вечеров Рагин невзначай навещает палату № 6. Там он обвиняется Громовым в воровстве и втягивается в продолжительную беседу. Визиты доктора во флигель становятся ежедневными, разговоры с Громовым производят на Андрея Ефимыча глубокое впечатление. Они спорят. Доктор занимает позицию греческих стоиков и проповедует презрение к жизненным страданиям, а Громов мечтает покончить со страданиями, называет философию доктора ленью.
По больничному корпусу разносится слух о посещениях доктором палаты № 6. В конце июня это становится известно доктору Хоботову, молодому врачу, очевидно желающему занять место Рагина на посту главного врача. В августе Андрей Ефимыч получает письмо от городского головы с просьбой явиться в управу по очень важному делу. Состоявшийся разговор ставится комиссией на освидетельствование его умственных способностей.
В тот же день почтмейстер предлагает ему взять отпуск и отправиться в путешествие. Через неделю Рагину предлагают отдохнуть, то есть подать в отставку. Он принимает это равнодушно и едет с Михаилом Аверьянычем в Москву, затем — в Петербург и, наконец, в Варшаву. По дороге почтмейстер надоедает ему своими разговорами, жадностью, обжорством; он проигрывается в карты и, чтобы отдать долг, занимает 500 рублей у Рагина. После этого они возвращаются домой.
Дома ждут финансовые трудности и продолжение разговоров о сумасшествии Андрея Ефимыча. Однажды он не выдерживает и, вспылив, выгоняет из своей квартиры Хоботова и почтмейстера. Ему становится стыдно и досадно за своё поведение, утром доктор идет извиняться к почтмейстеру. 
Михаил Аверьяныч предлагает ему лечь в больницу. В тот же вечер к нему приходит Хоботов и просит совета. Два доктора заходят в палату № 6 якобы на консилиум, Хоботов выходит за стетоскопом и не возвращается. Через полчаса входит Никита с охапкой одежды. Рагин всё понимает. Сначала он пытается выйти из палаты, но Никита не пускает. Рагин и Громов устраивают бунт, Никита бьёт Андрея Ефимыча в лицо.
Доктор осознаёт, что из палаты ему никогда не выйти. Это ввергает его в состояние безразличия, и на другой день он умирает от апоплексического удара. На похоронах присутствуют только Михаил Аверьяныч и Дарьюшка.

## История создания
Первое упоминание о повести встречается в письме Чехова к его издателю А. С. Суворину от 31 марта 1892 года:

Веду жизнь по преимуществу растительную, которая постоянно отравляется мыслью, что надо писать, вечно писать. Пишу повесть. Прежде чем печатать, хотел бы прислать Вам её для цензуры, ибо Ваше мнение для меня золото, но надо торопиться, так как нет денег. В повести много рассуждений и отсутствует элемент любви. Есть фабула, завязка и развязка. Направление либеральное. Размер — 2 печатных листа. Но надо было бы с Вами посоветоваться, а то я боюсь нагородить чепухи и скуки. У Вас превосходный вкус, и Вашему первому впечатлению я верю, как тому, что на небесах есть солнце. Если не будут торопиться печатать мой рассказ и дадут мне месяц-два для поправок, то разрешите мне прислать Вам корректуру.
— Письмо А. С. Суворину от 31 марта 1892 года
16 апреля Чехов писал И. И. Ясинскому, что привёз рукопись в Москву, чтобы отдать её в редакцию «Русского обозрения». 29 апреля Чехов писал Л. А. Авиловой, что продолжает работу над «Палатой № 6»:

Кончаю повесть, очень скучную, так как в ней совершенно отсутствуют женщина и элемент любви. Терпеть не могу таких повестей, написал же как-то нечаянно, по легкомыслию. Могу прислать Вам оттиск, если буду знать Ваш адрес после июня.
— Письмо Л. А. Авиловой от 29 апреля 1892 года
В письме А. С. Суворину от 15 мая он пишет, что послал конец повести и начал писать новую (вероятно, имеется в виду рассказ «Соседи»):

Я уже прочёл корректуру, послал конец, а ответа нет и нет! Вероятно, мне не заплатят, ибо дела и судьба журнала тесно связаны с крахом нотариуса Боборыкина. Потерпите, вышлю долг, ибо пишу ещё повесть.
— Письмо А. С. Суворину от 15 мая 1892 года

## Критика
Как справедливо указывал П. П. Перцов, «Палата № 6» — «самое счастливое произведение Чехова по тем похвалам, которые оно доставило своему автору».
В статье «Незыблемые основы» В. Голосов утверждал: «Ни в одном из прежних произведений автор не поднимался ещё на такую высоту художественной красоты и серьёзной, глубокой и ясной мысли, как в рассказе „Палата № 6“. Простота, изящество и сила речи, яркость и живость красок, соблюдение строгой причинности событий, глубокий реализм психологии героев и соразмерность, гармония конструкции частей, выдержанность внутренней перспективы, или, как сказал бы Белинский, внутреннее единство произведения, выдвигают его не только из массы написанного автором, но и из всех лучших произведений русской текущей беллетристики».
Литературный критик А. Л. Волынский считал повесть лучшим произведением Чехова после «Скучной истории» и в своей рецензии отмечал: «Г-н Чехов ничего не преувеличивает и, не прибегая к утрировке ради каких-нибудь посторонних, публицистических целей, ведёт свой рассказ с искусством и простотою настоящего артиста. <…> Повсюду, в мельчайших подробностях — печать ума простого, ясного, презирающего ходульные эффекты, неестественную, риторическую декламацию <…> Ни у одного из других наших молодых писателей мы не встретим такого великолепного сочетания редких красок и художественной простоты, такого тонкого психологического анализа, таких потрясающих драматических подробностей».
И. Е. Репин в письме к Чехову восхищался талантом писателя: «…Даже просто непонятно, как из такого простого, незатейливого, совсем даже бедного по содержанию рассказа, вырастает в конце такая неотразимая, глубокая и колоссальная идея человечества. <…> Я поражён, очарован <…> Спасибо, спасибо, спасибо! Какой Вы силач!..»

## Экранизации
- 1959 — Палата № 6 / Ward No. Six (ТВ) (Канада), режиссёр Харви Харт[англ.] (сериал «Фолио»)
- 1963 — Палата № 6 / Ward Number Six (ТВ) (Великобритания), режиссёр Ян Макнотон[англ.] (сериал «Телеистории»)
- 1968 — Палата № 6 / Paviljon broj VI (ТВ) (Югославия), режиссёр Йоаким Марусич
- 1968 — Если только поезда приходят / If Only the Trains Come (ТВ) (Великобритания), режиссёр Барри Дэвис
- 1973 — Палата № 6 / La sala número 6 (ТВ) (Испания)
- 1974 — Палата № 6 / Krankensaal 6 (ФРГ), режиссёр Карл Фрухтман[нем.]
- 1978 — Палата № 6 / Paviljon VI (Югославия), режиссёр Лучиан Пантилие
- 1987 — Палата № 6 / Sala nr 6 (ТВ) (Польша), — режиссёр Кшиштоф Грубер[пол.], по сценарию Анджея Домалика
- 2004 — «Рагин» (Россия), — реж. Кирилл Серебренников, по сценарию Михаила Угарова и Дмитрия Зверькова
- 2009 — «Палата № 6» (Россия), — реж. Карен Шахназаров, по сценарию Александра Бородянского и Карена Шахназарова